# 竜耀路駅
竜耀路駅（りょうようろえき、中文表記: 龙耀路站）は中華人民共和国上海市徐匯区雲錦路と竜文路の交差点に位置する上海地下鉄11号線の駅。建設時の仮称は、竜水南路駅、黄石路駅だった。

## 歴史
- 2013年8月31日：開業[1]。

## 駅構造
島式ホーム1面2線を有する地下駅。コンコースは地下1階、ホームは地下3階。

### のりば
| 番線 | 路線     | 行先             |
| ---- | -------- | ---------------- |
| 1    | ■ 11号線 | 嘉定北・花橋方面 |
| 2    | ■ 11号線 | 迪士尼方面       |

（出典：上海地下鉄:站层图）

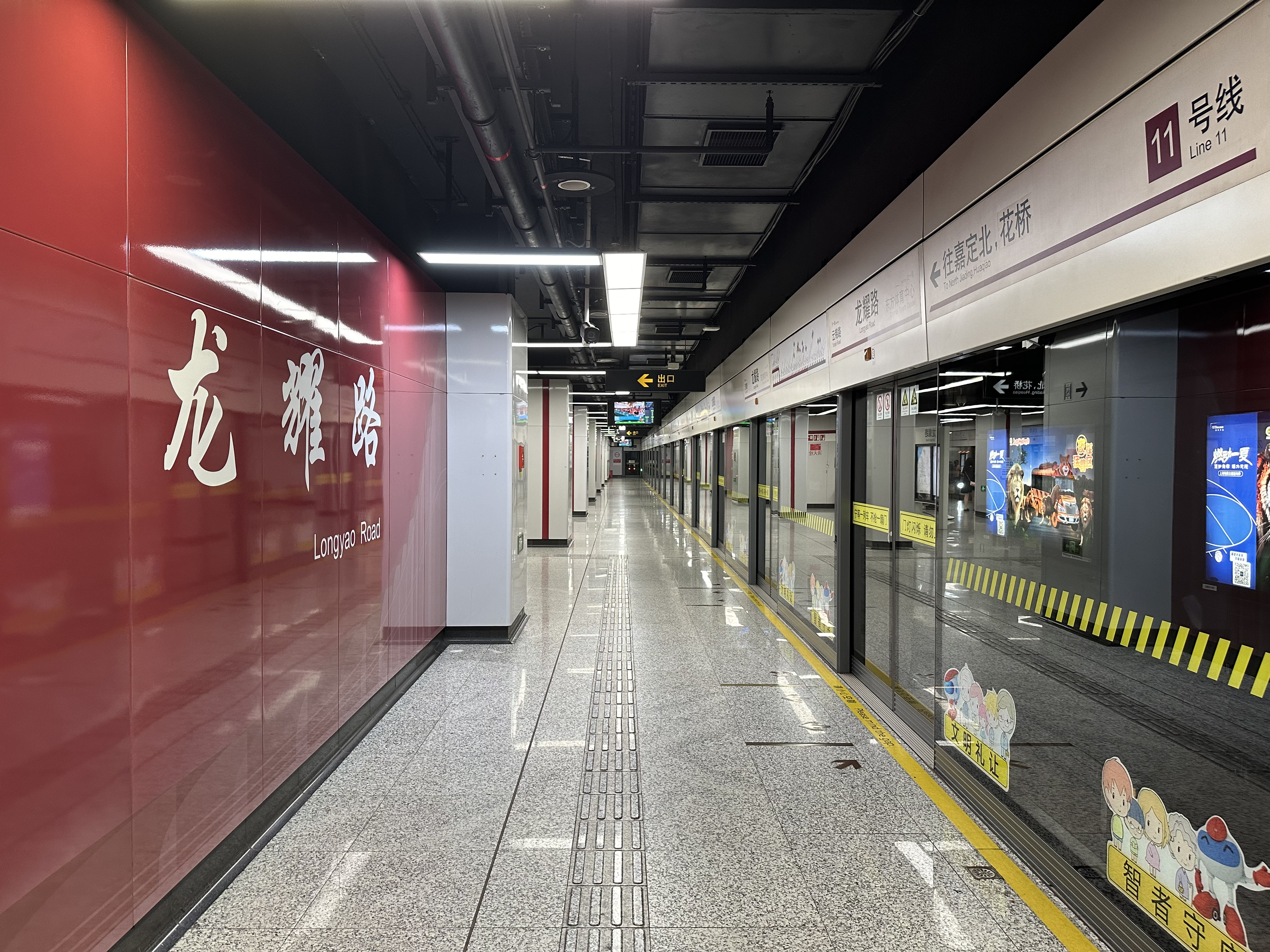
ホーム
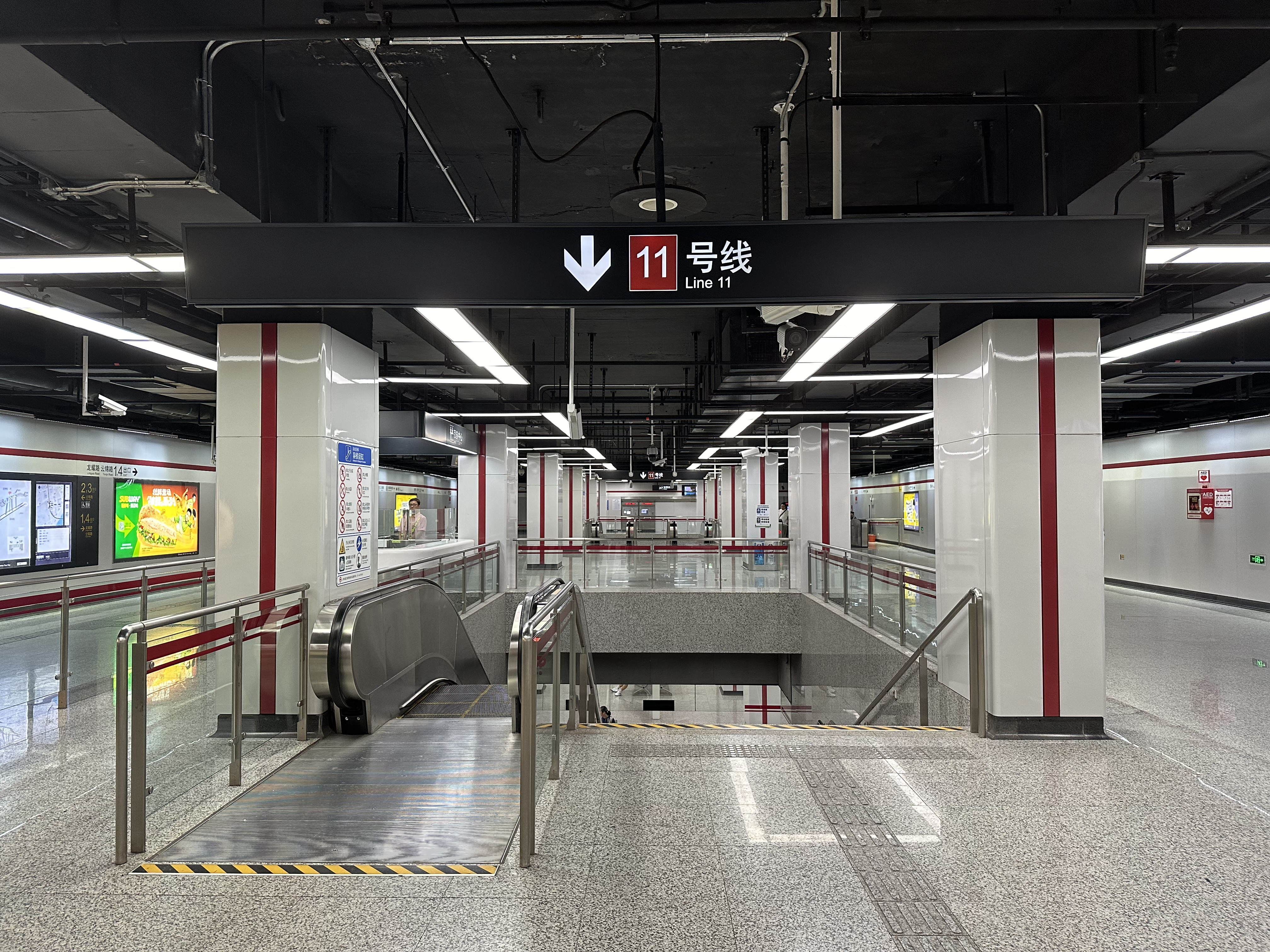
コンコース

## 駅周辺
- 国際伝媒港
- LUMINA2星瀚広場

## 隣の駅
上海軌道交通
■ 11号線
雲錦路駅 - 竜耀路駅 - 東方体育中心駅